# Cuevas del Almanzora
Cuevas del Almanzora là một đô thị thuộc tỉnh Almería, ở cộng đồng tự trị Andalusia, Tây Ban Nha. Đô thị này có diện tích 263 km², dân số năm 2005 là 11.484 người.

## Biến động dân số
| 1999  | 2000  | 2001   | 2002  | 2003  | 2004   | 2005   |
| ----- | ----- | ------ | ----- | ----- | ------ | ------ |
| 1,824 | 1,792 | 10,155 | 1,782 | 1,776 | 11,001 | 11,484 |

Nguồn: INE (Tây Ban Nha)